# Sistema de controle de tração
O sistema de Controle (português brasileiro) ou controlo (português europeu) de tração (em inglês: traction control system, sigla TCS) é uma função secundária do controle eletrônico de estabilidade (ESC) sendo um sistema embarcado de segurança ativa em carros, que impede as rodas motrizes de perder a tração, reduzindo o torque enviado às rodas.

## História
O antecessor dos modernos sistemas eletrônicos de controle de tração pode ser encontrado em veículos potentes e de tração traseira de alto torque na forma de um diferencial de deslizamento limitado (autoblocante). Um diferencial de deslizamento limitado é um sistema puramente mecânico que envia uma quantidade relativamente pequena de energia para uma roda escorregadia enquanto ainda permite alguma rotação da roda.
Em 1971, a Buick introduziu o MaxTrac, que usava um sistema de computador antigo para detectar o giro da roda traseira e modular a potência do motor para essas rodas para fornecer tração máxima. Naquela época, era um sistema exclusivo da Buick e foi instalado em todos os modelos de tamanho normal, incluindo Riviera, Estate, Electra 225, Centurion e LeSabre.
A Cadillac introduziu o Sistema de Monitoramento de Tração (TMS) em 1979 no Eldorado redesenhado.
Em meados da década de 1980, surge o sistema ASR (Anti Slip-Regulation). Inicialmente, esse sistema estava disponível apenas em carros de luxo ou esportivos.